# Reprezentacja Południowej Afryki na Mistrzostwach Świata w Narciarstwie Klasycznym 2007
Reprezentacja Republiki Południowej Afryki na Mistrzostwach Świata w Narciarstwie Klasycznym 2007 liczyła 1 sportowca. Najlepszym wynikiem było 46. miejsce Olivera Kraasa w sprincie mężczyzn.

## Medale

### Złote medale
Brak

### Srebrne medale
Brak

### Brązowe medale
Brak

## Wyniki

### Biegi narciarskie mężczyzn
Sprint
- Oliver Kraas - 46. miejsce

Bieg na 15 km
- Oliver Kraas - 87. miejsce